# Dickey Ridge Visitor Center
Le Dickey Ridge Visitor Center est un office de tourisme américain dans le parc national de Shenandoah, en Virginie. Opéré par le National Park Service, il est situé le long de la Skyline Drive dans le comté de Warren.
Dessiné par l'architecte Marcellus Wright, Jr. dans le style rustique du National Park Service, cet édifice construit en 1938 par un concessionnaire est d'abord le bâtiment principal d'un lodge connu sous le nom de Dickey Ridge Lodge, dont il accueille notamment la salle à manger. Il n'est reconverti que dans la seconde moitié des années 1950 après que l'hôtel a fermé et été racheté par le NPS.
Depuis la création de ce district historique le 28 avril 1997, c'est une propriété contributrice au district historique de Skyline Drive.